# Hyperstrotia albicincta
Hyperstrotia albicincta là một loài bướm đêm trong họ Noctuidae.